# Chotyn
Chotyn (ukrajinsky Хотин, Chotyn; rusky Хотин, Chotin; rumunsky Hotin; polsky Chocim), česky též Chotim nebo Chotin, je město ležící na pravém břehu řeky Dněstr v severozápadním cípu historické Besarábie, která zde sousedí s Podolím a Haličí. Chotyn náleží dnešní Ukrajině (dříve patřil pod Moldavsko, Osmanskou říši, Rusko, Rumunsko a SSSR) a v jejím rámci spadá do Černovické oblasti. Po administrativně-teritoriální reformě v červenci 2020 patří do nově vzniklého Dněsterského rajónu, do té doby bylo centrem Chotynského rajónu.
Stojí tu známý středověký hrad ze 14. století, jedno ze sídel moldavských hospodarů. Strategicky umístěná pevnost, hlídající severojižní přechod z východoevropských planin na Balkán, se opakovaně stávala dějištěm obléhání a bitev. Dvě nejslavnější z nich – v letech 1621 a 1673 – byly vítězně svedeny polsko-litevsko-moldavskými sbory proti Turkům.
Městem prochází hlavní silnice Černovice–Kamenec Podolský–Chmelnyckyj; železnice sem nevede. Počet obyvatel neustále klesá: žije zde, v roce 2013 to bylo 9 692, o téměř 14 000 méně oproti konci 19. století, v roce už jen 8 936 obyvatel. Ačkoliv nechybí občanská vybavenost (poliklinika, obchodní dům, sportovní areál, školy základního i středního stupně), město postrádá výraznější průmyslově-obchodní základnu.

## Rodáci
- Igor Zolotarev (* 1954), matematik, termomechanik